# Ermita de Santa María la Antigua
La ermita de Santa María la Antigua, también conocida como ermita de Nuestra Señora de la Antigua o ermita del Cementerio de Carabanchel, es un templo católico situado en Carabanchel, uno de los veintiún distritos en los que se divide administrativamente la ciudad española de Madrid. Su origen se remonta al siglo XIII y está construida en estilo románico-mudéjar. 
Fue la parroquia del antiguo municipio de Carabanchel, hoy día integrado en el citado distrito, y actualmente es la ermita-capilla del cementerio de Carabanchel, a cuyo muro Norte se encuentra adosado. Concretamente, se ubica en la confluencia de la calle de Monseñor Óscar Romero con el camino del Cementerio, junto al solar de la desaparecida cárcel de Carabanchel.

## Historia
La ermita de Santa María la Antigua está situada entre el solar de la antigua cárcel de Carabanchel y el antiguo cementerio de Carabanchel Bajo. Fue levantada en estilo románico-mudéjar en el siglo XIII, aunque tiene algunos elementos del siglo XII y conserva en muy buen estado su primitiva estructura medieval.
La ermita de Santa María la Antigua tiene un extraordinario valor pues se trata del templo mudéjar más antiguo de toda la Comunidad de Madrid, además de ser la única ermita mudéjar que se conserva completa. Fue declarada bien de interés cultural en 1981.
La ermita se asienta sobre un enclave que estuvo poblado desde tiempos prerromanos. Los trabajos de restauración llevados a cabo en el templo en el año 1998 han puesto al descubierto restos arqueológicos de origen carpetano y romano, como cerámicas, losas y ánforas. Está levantada sobre una villa romana de los siglos II y III. Es posible que durante las épocas visigoda y andalusí existiera un templo anterior. 
En el siglo XIII aparecen las primeras referencias escritas de la ermita. Entonces funcionaba como iglesia parroquial de Carabanchel, bajo la advocación de Santa María Magdalena. La tradición sitúa en esa iglesia dos de los milagros (el del lobo y el de la hogaza de pan) atribuidos a San Isidro (1080-1172), santo que vivió dos siglos antes de que se iniciara la construcción del edificio actual.
A finales del siglo XV su entorno quedó despoblado y fueron fundadas dos nuevas localidades, conocidas como Carabanchel Alto y Carabanchel Bajo, donde se redistribuyeron los habitantes del primitivo núcleo urbano. Ambas poblaciones fueron dotadas con sus respectivas iglesias, con lo que en el siglo XVI el templo de Santa María Magdalena perdió su rango parroquial y fue convertido en ermita, quedando consagrado a Santa María la Antigua y adscrito a la Iglesia de San Sebastián Mártir (Madrid), situada en Carabanchel Bajo.

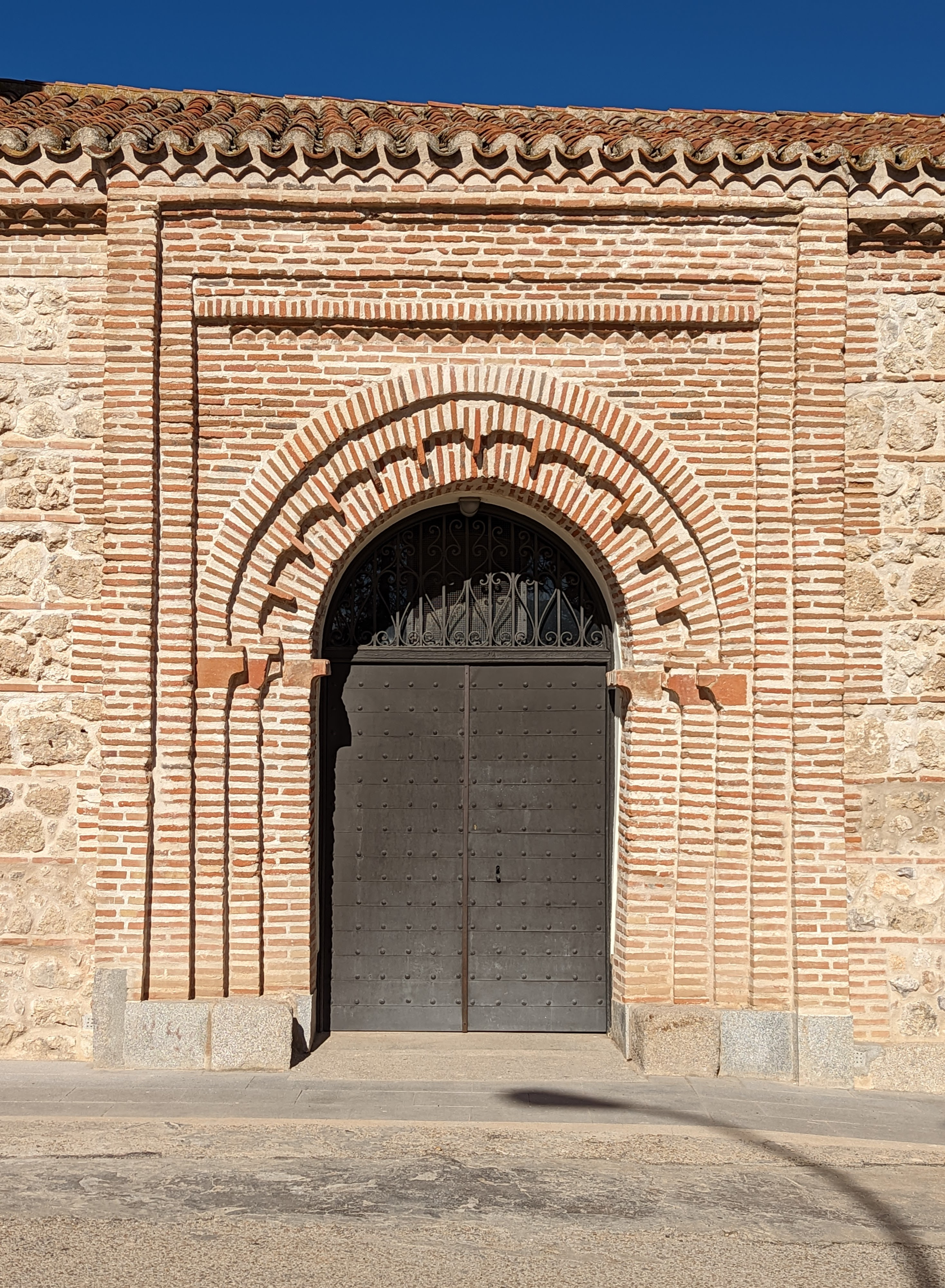
Portada

En el siglo XVII se procedió a su mejora, ampliación y reforma, con motivo de la canonización en 1622 de san Isidro, y en 1860 se convirtió en el lugar de celebración de los funerales de María Francisca Palafox Portocarrero y KirkPatrick, duquesa consorte de Alba y hermana de la emperatriz Eugenia de Montijo, siendo enterrada en ella por expreso deseo de su amigo José Osorio y Silva, duque de Sesto y marqués de Alcañices que entonces era alcalde de Madrid. Fue enterrada allí y posteriormente trasladada al panteón familiar del monasterio de la Inmaculada Concepción de Loeches.
La ermita de Santa María la Antigua fue restaurada por empeño del párroco de la iglesia de San Sebastián Mártir, Hilario Peña, de la cual depende y por el concejal del distrito Carlos Izquierdo en el año 2002 que consiguieron que la Comunidad de Madrid llevara a cabo dicho proyecto y que el edificio recuperara todo su valor y esplendor histórico, siendo Alicia Moreno Espert consejera de las Artes.
Hay que señalar que esta pequeña iglesia bajo la advocación de Santa María Magdalena se une a la figura de San Isidro Labrador por ser este el sitio en el que, según la tradición, el santo iba a orar y a dar agua a sus bueyes. Es, en este lugar, donde se cuenta que el santo realizó alguno de sus milagros, y por ello tras la canonización de San Isidro en 1622 se convierte en un lugar de peregrinación. La tradición desaparece con el paso del tiempo aunque a finales de los años 90 la Congregación del Carmen de Carabanchel la recupera haciendo una romería popular hasta las puertas de la ermita, con reparto de limonada y de las pastas "delicias de la antigua".

## Arquitectura
La ermita tiene planta rectangular y mide 12,20 m de largo y 9,85 m de ancho. Es de tres naves, aunque cabe pensar que, originalmente, sólo constaba de una y que las dos laterales fueron añadidas en una época posterior. De su trazado primitivo del siglo XIII, se conservan en buen estado la cabecera, la torre y el muro meridional, en el que se localiza la portada.

### Cabecera
La cabecera está orientada al este, pauta habitual en la mayor parte de los templos religiosos medievales. Integra un ábside semicircular con bóveda de cuarto de esfera, realizado en mampostería y verdugadas de ladrillos, distribuidas paralelamente. Éste se une al cuerpo principal mediante un tramo rectangular en el presbiterio, de mayor anchura que el absidial y cubierto con bóveda de cañón.
Los elementos decorativos del exterior del ábside son escasos. Se limitan a la presencia de una serie de canecillos de rollo, hechos en ladrillo y situados bajo el alero. En su parte central, se abre una ventana de perfil toledano, conformada por un arco de herradura apuntado.

### Cuerpo principal
Con respecto al cuerpo principal, presenta idéntica fábrica que la cabecera, excepción hecha de la sacristía y de una casa adosada al muro este, probablemente incorporadas en la reforma del siglo XVII. En estos casos, la mampostería se alterna con cajas rectangulares de ladrillo.

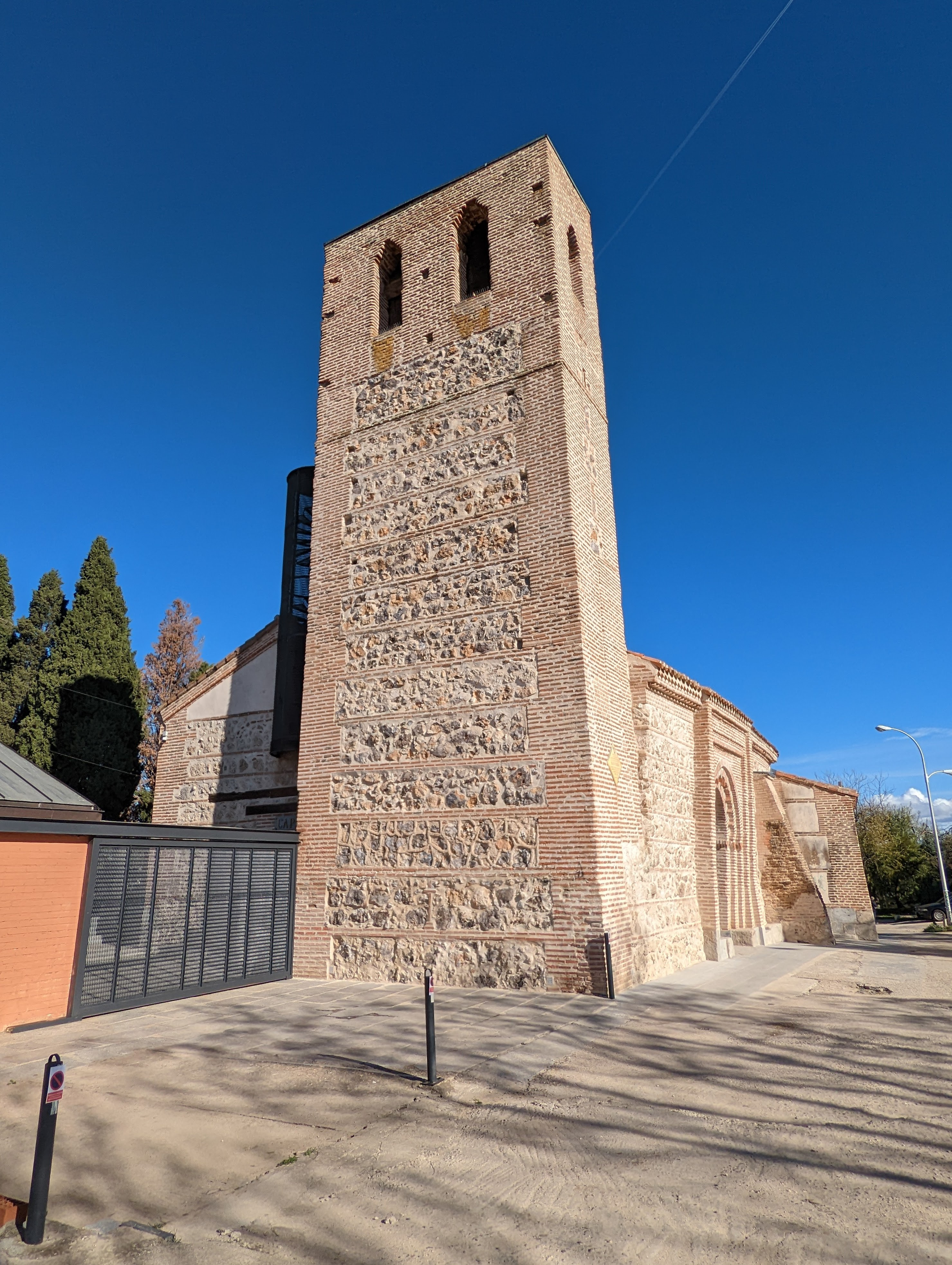
Torre de la ermita

Las tres naves se cubren con techumbre de madera y aparecen separadas por cuatro pilares. Quedan unidas al presbiterio mediante un arco triunfal de herradura, apuntado y doblado, trasdosado por otro arco polilobulado. 
Como se ha citado, la portada se encuentra en el muro sur. Es de ladrillo y está dispuesta en saliente, con cierta inclinación hacia el suelo. Se trata de una caja rectangular, en la que se integran tres arcos arquivoltados. Son de medio punto y el central presenta doce lóbulos. Sus apoyos siguen las pautas características de la arquitectura mudéjar y consisten en ladrillos cortados en forma de nacela, debajo de los cuales se ubican las jambas en degradación.

### Torre
Uno de los elementos más singulares del conjunto es su torre, dada su reducida planta rectangular. Mide 5,70 m de largo, 2,25 m de ancho y 20 m de alto. Es maciza en su primer cuerpo y, en esta parte, presenta la misma fábrica que el cuerpo principal y la cabecera, aunque con variaciones, provenientes de las cajas de ladrillos instaladas en sus esquinales. Estas son desiguales en cuanto a tamaño y número.
El segundo cuerpo de la torre es hueco y está construido enteramente en ladrillo. En su tramo superior, aparecen seis vanos (dos por cada lado largo y uno en cada lado ancho), donde se alojan dos campanas, realizadas en la primera mitad del siglo XX. Los vanos se cierran mediante un sistema de falsos arcos apuntados, abiertos por la aproximación de las hiladas de los ladrillos. 
En su origen, la torre carecía de escalera. La existente en la actualidad en su cara norte es fruto de alguna reforma posterior.

## Elementos decorativos
Los elementos ornamentales se concentran preferentemente en el interior, donde aparecen restos pictóricos de la Edad Media. Destaca la estructura de madera ubicada junto al muro de poniente, con pinturas sobre la vida de San Isidro, así como diferentes motivos geométricos, en los que dominan los colores rojo y negro. También se conserva una pintura al temple con el escudo del Reino de Castilla. En 2020, durante una restauración, aparecieron también pinturas sobre la vida de María Magdalena, datadas en el siglo XV.
Toda la obra de carpintería conservada es la original medieval.

## Conservación
A pesar de su protección con Bien de Interés Cultural, el templo se encuentra abandonado, siendo víctima de vandalismos